# Asimenye Simwaka
Asimenye Simwaka (8 agosto 1997) è una velocista ed ex calciatrice malawiana.

## Biografia
Asimenye Simwaka ha giocato a calcio come attaccante nel Topik in Malawi.
Ha fatto parte della nazionale del Malawi, con cui ha giocato il campionato COSAFA, giungendo al secondo posto nell'edizione del 2021.
Nel 2021 ha partecipato ai Giochi Olimpici di Tokyo nei 100 metri piani, stabilendo il record nazionale sia nei preliminari che in batteria.
Nel 2024 ha vinto la medaglia di bronzo ai campionati africani 2024 nei 200 metri piani

## Record nazionali
- 100 m piani: 11"35 ( Douala, 22 giugno 2024)
- 200 m piani: 22"91 ( Douala, 25 giugno 2024)
- 400 m piani: 51"55 ( Birmingham, 7 agosto 2022)

## Progressione

### 100 metri piani
| Stagione | Misura | Luogo  | Data      | Rank. Mond. |
| -------- | ------ | ------ | --------- | ----------- |
| 2024     | 11"35  | Douala | 22-6-2024 |             |
| 2021     | 11"68  | Tokyo  | 30-7-2021 |             |

### 200 metri piani
| Stagione | Misura | Luogo      | Data      | Rank. Mond. |
| -------- | ------ | ---------- | --------- | ----------- |
| 2024     | 22"91  | Douala     | 25-6-2024 |             |
| 2022     | 23"28  | Birmingham | 4-8-2022  |             |
| 2021     | 23"51  | Yaoundé    | 20-6-2021 |             |

### 400 metri piani
| Stagione | Misura | Luogo      | Data      | Rank. Mond. |
| -------- | ------ | ---------- | --------- | ----------- |
| 2024     | 53"14  | Accra      | 19-3-2024 |             |
| 2023     | 52"28  | Gaborone   | 29-4-2023 |             |
| 2022     | 51"55  | Birmingham | 7-8-2022  |             |
| 2021     | 52"57  | Yaoundè    | 19-6-2021 |             |

## Palmarès
| Anno | Manifestazione          | Sede         | Evento      | Risultato  | Prestazione | Note             |
| ---- | ----------------------- | ------------ | ----------- | ---------- | ----------- | ---------------- |
| 2021 | Giochi olimpici         | Tokyo        | 100 m piani | Batteria   | 11"68       | Record nazionale |
| 2022 | Campionati africani     | Saint-Pierre | 200 m piani | Semifinale | 24"25       |                  |
| 2022 | Campionati africani     | Saint-Pierre | 400 m piani | 8ª         | 53"86       |                  |
| 2022 | Giochi del Commonwealth | Birmingham   | 200 m piani | Semifinale | 23"59       |                  |
| 2022 | Giochi del Commonwealth | Birmingham   | 400 m piani | 6ª         | 51"55       |                  |
| 2023 | Mondiali                | Budapest     | Mondiali    | Batteria   | 52"30       |                  |
| 2024 | Giochi panafricani      | Accra        | 200 m piani | Semifinale | 24"18       |                  |
| 2024 | Giochi panafricani      | Accra        | 400 m piani | Semifinale | 53"14       |                  |
| 2024 | Campionati africani     | Douala       | 100 m piani | 6ª         | 11"49       | [ 1 ]            |
| 2024 | Campionati africani     | Douala       | 200 m piani | Bronzo     | 23"05       | [ 2 ]            |
| 2024 | Giochi olimpici         | Parigi       | 100 m piani | Batteria   | 11"91       |                  |